# Ludwig Kugelmann
Louis Kugelmann, o Ludwig Kugelmann (Lemförde, 19 febbraio 1828 – Hannover, 9 gennaio 1902), è stato un medico, attivista e pensatore socialdemocratico tedesco confidente di Marx e Engels.
Si incontrò con Marx diverse volte, andò a Hannover a fargli visita, e i due si scrissero varie lettere durante il periodo 1862-1875. Egli fu anche membro dell'Associazione Internazionale dei Lavoratori e in seguito del Partito Socialdemocratico di Germania (SPD).